# Foxboro Hot Tubs
Foxboro Hot Tubs är ett amerikanskt rockband, bildat 2007 som ett sidoprojekt av bandmedlemmarna i Green Day. Orsaken till att bandet bildades var att Green Day ville slappna av, sänka de högt satta förväntningarna, och experimentera med olika sound inför det kommande albumet 21st Century Breakdown.
Bandet gjorde en miniturné i maj 2008 på småklubbar i USA, och även under våren 2010 hade de ett fåtal spelningar i New York. Det är oklart om bandet kommer att fortsätta finnas eller om det bara var ett tillfälligt projekt.

## Medlemmar
- Reverend Strychnine Twitch – sång (2007– )
- Mike Dirnt – basgitarr, bakgrundssång (2007– )
- Tré Cool – trummor, percussion, bakgrundssång (2007– )
- Frosco Lee – gitarr, bakgrundssång (2007– )
- Jason Freese – keyboard, saxofon, flöjt, bakgrundssång (2007– )
- Kevin Preston – kompgitarr, bakgrundssång (2009– )

## Diskografi

### Studioalbum
- 2008 – Stop Drop and Roll!!!

### Singlar
- 2008 – "Mother Mary"
- 2008 – "The Pedestrian"
- 2008 – "Stop, Drop and Roll"